# كينسوكي هاتاكياما
كينسوكي هاتاكياما (باليابانية: 畠山健介؛ بالكانا: はたけやま けんすけ) هو لاعب اتحاد الرغبي ياباني، ولد في 2 أغسطس 1985 في كيسين-نوما في اليابان.

## وصلات خارجية
- كينسوكي هاتاكياما عل موقع إسبنسكروم (الإنجليزية)
- كينسوكي هاتاكياما على موقع ItsRugby.co.uk (الإنجليزية)